# 天神社 (三鷹市)
天神社（てんじんしゃ）は、東京都三鷹市の神社。

## 歴史
創建年代は不明である。ただ寛永年間（1624年 - 1644年）に現在地に移転したという記録から、少なくとも江戸時代初期には既に存在していたものと推測される。元禄年間（1688年 - 1704年）に社殿の修復が行われている。
1881年（明治14年）の台風で社殿が大破したことから、翌年に再建されている。1957年（昭和32年）に改築が行われている。

## 文化財
- 石造庚申供養塔（三鷹市指定文化財 昭和53年5月指定）[2]

## 交通アクセス
- 路線バス天神前停留所より徒歩2分。